# Hamid Al Shaeri
Hamid Al-Shaeri (en arabe : حميد الشاعري ; né Abdel-Hamid Ali Ahmed le 29 novembre 1961) est un chanteur, compositeur et musicien libyen et égyptien résidant au Caire. Il est connu comme le principal représentant égyptien de la pop de synthétiseur occidentalisée, ou pop arabe,. Ses chansons les plus connues incluent Law laki, chanté par Ali Hemeida, et Jaljili, qu'il a chanté lui-même. 
Hamid Al-Shaeri est né à Benghazi d'un père libyen et d'une mère égyptienne. 
Le 19 février 2011, Hamid el Shaeri a condamné les actions de Mouammar Kadhafi, le dirigeant de son pays d'origine, contre le peuple libyen et a lancé un appel populaire aux compatriotes égyptiens pour les aider. 
Il a quatre enfants : deux filles, Nabila et Nora El Shaeri, et deux fils, Nadeem et Nouh El Shaeri. 
En 2017, Pitchfork décrit sa chanson Ayonha comme le « morceau le plus saisissant » du septième album du label Habibi Funk (en). 

## Discographie
Il a sorti 17 albums entre 1983 et 2006 Ceux-ci inclus: 
- Hodoa Moakat, 1994
- Roh Elsamara, 2006